# 박재현 (배우)
박재현(1977년 10월 16일 ~ )은 대한민국의 배우이자 모델이다.

## 학력
- 경주고등학교 (졸업)

## 생애
1995년 연극 《햄릿》으로 연극배우 첫 데뷔하였으며 이듬해 1996년 케이블TV 액터스 선발대회에서 입상하여 정식 데뷔하였다. 그가 일약 스타덤에 오른 대표작으로는 홍성주 역으로 출연했던 1997년 KBS 한국방송공사 드라마 《정 때문에》가 있다.

## 출연작

### TV 드라마
- 1996년 KBS2 월화드라마 《조광조》
- 1996년 KBS2 청소년드라마 《사랑이 꽃피는 계절》
- 1996년 KBS2 청소년드라마 《스타트》
- 1997년 KBS1 일일연속극 《정 때문에》
- 1997년 KBS2 월화드라마 《내 안의 천사》
- 1998년 KBS1 청소년드라마 《신세대 보고 어른들은 몰라요》
- 1998년 MBC 월화드라마 《대왕의 길》
- 1998년 MBC 일일시트콤 《남자 셋 여자 셋》
- 1998년 SBS 드라마스페셜 《홍길동》
- 2001년 iTV 일일연속극 《해바라기 가족》
- 2003년 EBS 《역사극장》
- 2003년 MBC 법정드라마 《실화극장 죄와 벌》
- 2004년 SBS 《파리의 연인》 - 나이트클럽 명함을 주는 남자 역
- 2005년 KBS 아침드라마 《걱정하지마》
- 2005년 MBC 주말 특별기획 드라마 《제5공화국》
- 2006년 MBC 재연드라마 《현장기록 형사》
- 2010년 MBC 아침드라마 《분홍립스틱》
- 2013년 KNN 《현장추적 싸이렌》
- 2020년 KNN 싸이렌 리부트: 콜드케이스

### TV 프로그램
- 1997년 KBS2 《퍼즐특급》
- 2002년 MBC 《신비한 TV 서프라이즈》
- 2002년 SBS  《솔로몬의 선택》
- 2013년 KBS1 《긴급출동 24시》
- 2014년 ~ 2020년 MBN 《기막힌 이야기 실제상황》
- 2015년 MBC《무한도전》 (특별출연)
- 2016년 채널A 《천 개의 비밀 어메이징 스토리》
- 2016년 TV조선 《이것은 실화다》
- 2016년 채널A 《천일야史》
- 2019년 채널A 《행복한 아침》

### 뮤직비디오
- 2019년 김영철 신호등

## 같이 보기
- 김혁
- 김동윤
- 성낙만
- 이수완
- 김하영
- 김광필
- 지아니 박
- 김광인
- 강현종